# 下面站
下面站（韓語：하면역）是朝鮮民主主義人民共和國咸镜北道慶源郡訓戎里的一個鐵路車站，属于咸北线。

## 邻近车站
咸北线
訓戎站 - 下面站 - 慶源站